# Myiagra inquieta
Monarca-inquieto ou papa-moscas-amolador (Myiagra inquieta) é uma espécie de ave da família Monarchidae. É encontrado na Austrália.